# Sinope (astronomia)
Sinope (in greco Σινώπη) è il sedicesimo satellite di Giove, fu scoperto da Seth Barnes Nicholson nel 1914. Fu il più esterno satellite di Giove fino alla scoperta di Megaclite nel 2000.
Insieme agli altri tre satelliti ad esso più vicini, Ananke, Carme, Pasifae, potrebbe aver costituito in passato un unico asteroide poi attratto e distrutto dalla forza di marea di Giove.

## Orbita
Sinope ha un'orbita retrograda con alti valori di eccentricità e inclinazione. I valori sono però in continuo cambiamento a causa di perturbazioni solari e planetarie. Spesso si crede che il satellite appartenga al gruppo di Pasifae. Ma, data la sua inclinazione media e il suo colore, Sinope potrebbe anche essere un oggetto indipendente, catturato singolarmente, estraneo al gruppo.

## Caratteristiche

Gruppo di Pasifae.

Sinope ha un diametro stimato di 38 km. Il satellite è rosso, differentemente da Pasifae che è grigio.